# Jorgos Mawrikos
Jorgos Mawrikos, gr. Γιώργος Μαυρίκος (ur. 1950 w Skiros) – grecki polityk i związkowiec, sekretarz generalny Światowej Federacji Związków Zawodowych z siedzibą w Atenach.

## Życiorys
Urodził się w rodzinie hodowców bydła z jednej greckich wysp. Przez szesnaście lat pracował jako robotnik w branży metalowej w fabryce maszyn rolniczych i w fabryce tekstyliów. Kształcił się na Politechnice Ateńskiej, w czasach studenckich zaangażował się w działalność związkową i społeczną. Był trzykrotnie zwalniany z pracy z uwagi na swą polityczną i związkową działalność. W latach 1985–1986 studiował nauki polityczne i społeczne Moskiewskim Uniwersytecie Państwowym.
Etatowe funkcje związkowe zaczął pełnić w 1975. Przez wiele lat był przewodniczącym związku zawodowego zrzeszającego pracowników sektora prywatnego z siedzibą w Atenach. W latach 1993–1998 pełnił funkcję sekretarza generalnego Generalnej Konfederacji Greckich Pracowników (GSEE). W latach 1999–2008 przewodniczył centrali związkowej Wszechrobotniczy Front Bojowy (PAME). W 2000 został wybrany na stanowisko wiceprzewodniczącego Światowej Federacji Związków Zawodowych podczas trwającego w Nowym Delhi XIV światowego kongresu związków zawodowych. Pomiędzy 2000 a 2005 był koordynatorem europejskiego biura regionalnego tej organizacji. Na XV światowym kongresie związków zawodowych w Hawanie został wybrany na stanowisko sekretarza generalnego federacji, stanowisko to zajmował do 2022. Był także członkiem Europejskiego Funduszu Społecznego w Unii Europejskiej.
W wyborach parlamentarnych w 2007 został wybrany w skład Parlamentu Grecji z ramienia Komunistycznej Partii Grecji. W 2009 z powodzeniem ubiegał się o reelekcję, sprawując mandat poselski do 2012. Wzbudził uwagę mediów w lutym 2012, gdy podczas trwania debaty parlamentarnej o cięciach budżetowych rzucił swoją kopią projektu ustawy w ministra finansów Ewangelosa Wenizelosa.